# Reätkaluobbal
Tuoddar-Kalddojavri är en sjö i Finland. Den ligger i kommunen Utsjoki i landskapet Lappland, i den norra delen av landet, 1 100 km norr om huvudstaden Helsingfors. Tuoddar-Kalddojavri ligger 379 meter över havet. Omgivningarna runt Tuoddar-Kalddojavri är i huvudsak ett öppet busklandskap. Arean är 59,6 hektar och strandlinjen är 3,94 kilometer lång. Sjön  ingår i Tana älvs huvudavrinningsområde. 